# Peter Giger
Peter Giger (* 12. April 1939 in Zürich), eigentlich Hans Peter Giger, ist ein Schweizer Perkussionist und Bandleader.

## Leben & Wirken
Peter Giger über seine musikalischen Anfänge im Interview: "Als Achtjähriger lernte ich in einer Berner Knabenkapelle die Grundzüge des Trommelns kennen. Nach einem halben Jahr Üben auf Holzbänken usw. bekamen mein Bruder und ich endlich eine kleine Marschtrommel geschenkt. Mit meinem älteren Bruder musste ich jedoch in ein Waisenhaus nach Thun umziehen. Dort spielte ich Mundharmonika und später, wieder zurück in Bern, das Akkordeon, nahm zusätzlich Klavierunterricht und mit fünfzehn Jahren dann erst einmal "NO-Jazz", mit Kornett und Schlagzeug."
Giger ist Berufsmusiker seit 1958, als er mit den Tremble Kids durch Europa tourte und zwei Alben aufnahm. 1960 übersiedelte er nach Paris, ab 1961 spielte er mit dem Sextett und der Big Band von Claude Bolling. In den 1960er Jahren machte er LP-Aufnahmen u. a. mit Duke Ellington, Billy Strayhorn, Alice Babs und begleitete Musiker wie Bill Coleman, Albert Nicholas, Stéphane Grappelli, Miriam Klein und Memphis Slim. Mit Beryl Bryden ging er 1963 auf Tournee. Von 1969 bis 1972 unterrichtete er an der von ihm mitgegründeten Swiss Jazz School in Bern und spielte mit Four For Jazz, Joe Haider, Heinz Bigler, Isla Eckinger und Benny Bailey. Mit Alex Bally und Marc Hellman gründete er den Drum Circus, zu dem auch der deutsche Saxofonist Gerd Dudek, Joël Vandroogenbroeck und Isla Eckinger gehörten. 1972 zog er nach Frankfurt, um bis 1976 im Albert-Mangelsdorff-Quartett bzw. in dessen Trio mitzuarbeiten. Daneben wirkte er u. a. an den Biton-Produktionen von Volker Kriegel mit.
1976 arbeitete er im Trio mit Eddy Marron (mit dem er schon von 1973 bis 1974 bei Dzyan spielte) und Günter Lenz. Mitte der 1970er Jahre spielte er weiterhin zusammen mit den Klarinettisten Perry Robinson, Theo Jörgensmann, Michel Pilz und Bernd Konrad in der Gruppe Clarinet Contrast. 1977 gab er auf dem Jazzfestival in Berlin ein vielbeachtetes Solokonzert.
1986 hatte auf er dem Jazzfestival Hofheim einen Auftritt im Duo mit Max Roach. 1988 bildete er mit Jasper van’t Hof, Tomasz Stańko und Vitold Rek das Peter Giger Quartet. Ausserdem spielte er unter anderem mit Volker Kriegel, Steve Swallow und Eberhard Weber. Dazu kamen zahlreiche Auftritte auf verschiedenen Festivals, u. a. 1985 in Indien.
Daneben stand eine ausgedehnte Kurstätigkeit. 1990 erhielt Giger einen Ruf an die Hochschule für Musik Köln. 1994 zog er nach Meißen, wo er ein Perkussionsmuseum aufbauen wollte. 2002 übersiedelte Giger ins Tessin und komponiert weiterhin Percussions-Musik.
Im Jahr 2004 unternahm er eine Solotournee durch Kamerun, Senegal und die Elfenbeinküste. 2005 gab er in Dakar, Senegal, mit Géwél Rhythm Begg Falou ein Konzert für das Goethe-Institut. Dort schrieb die Presse: „Peter Giger scheint sich einem Kinderspiel hinzugeben. Er trommelt sein Instrument mit einer überschäumenden Energie und einer verwirrenden Gewandtheit. [...] für den weißen Hexer Peter Giger hat weder der Klang noch die Musik irgendwelche Grenzen.“ (Le Soleil, Dakar, Februar 2005)
1999 schufen Frank Nestler und Hanna Sommer einen 45-minütigen, biographischen Fernsehfilm über den Musiker mit dem Titel Peter Giger - Herr der Trommeln in deutscher Fassung und Peter Giger - Lord of the Drums in englischer Fassung.

### Family of Percussion (FOP)
Im Jahre 1975 veröffentlichte er sein erstes Soloperkussionsalbum mit dem Titel Family of Percussion, das auf dem von ihm gegründeten Label nagara-records veröffentlicht wurde. 1976 spielte er unter dem gleichen Titel mit den Schlagzeugern Joe Nay, Christoph Haberer, Heinrich Hock und dem Vibraphonisten Wolfgang Schlüter.
1977 gehörten zur Family of Percussion (FOP) Doug Hammond, Tom Nicholas und Trilok Gurtu als feste Mitglieder. Weiterhin spielten wechselnde Gäste mit, u. a. Archie Shepp, Albert Mangelsdorff, Wolfgang Dauner und Alan Skidmore. In den 1980er Jahren waren als Gäste u. a. Naná Vasconcelos, Barry Altschul, wiederholt Archie Shepp (1981–1982), Stu Goldberg, Christof Lauer und immer wieder Albert Mangelsdorff und Wolfgang Dauner beteiligt. 1993 organisierte Peter Giger mit Jürgen Wuchner das Projekt Family Meets Bass Strings mit Tom Nicholas und Dom Um Romão.
In den 1980er- und 1990er-Jahren unternahm die FOP & Friends zahlreiche Tourneen, u. a. 1984 nach Indien und dreimal nach Mosambik (1991, 1992 und 1996). 1992 spielte die FOP mit der senegalesischen Gruppe SAF SAP.
Im Jahre 2000 nahm die FOP am Euro Art Meeting in Polen teil.

### Lehrwerke
1973 und 1977 veröffentlichte er sein Buch die neue schlagzeugschule in zwei Bänden, die aber beide mittlerweile vergriffen sind. Das Buch Die Kunst des Rhythmus - eine grundlegende Auseinandersetzung mit der Musik als organisierte Zeit, publizierte er 1993. Die mittlerweile 6. Neuauflage erschien 2006.

## Diskographie

### Als Bandleader
- Family of Percussion - Peter Giger solo (1975)
- Illegitimate music - Peter Giger (1976)
- Beyond - Giger-Lenz-Marron mit Eddy Marron, Günter Lenz, Peter Giger (1977)
- Where the Hammer Hangs - Giger-Lenz-Marron mit Eddy Marron, Günter Lenz, Peter Giger (1978)
- Message to the Enemies of Time - Family of Percussion mit Peter Giger, Trilok Gurtu, Doug Hammond, Tom Nicholas (1977)
- Sunday Palaver - Family of Percussion & Friends mit Peter Giger, Trilok Gurtu, Doug Hammond, Tom Nicholas, Wolfgang Dauner, Alan Skidmore (1979)
- Africa Meets Europe - Papa Oyeah Makenzie & Peter Giger (1980)
- Here Comes the Family - Family of Percussion mit Peter Giger, Trilok Gurtu, Doug Hammond, Tom Nicholas & Archie Shepp (1980)
- For Drummers Only - Peter Giger Percussion Orchestra feat. Trilok Gurtu, Tom Nicholas, Daoud Amin, Christoph Haberer, Jo Koinzer, Michael Küttner, Stefan Lang, Keith Hanson, Hansmann (1982)
- Moon at Noon - Family of Percussion, Albert Mangelsdorff, Wolfgang Dauner (1987)
- Mozambique Meets Europe - Peter Giger's Family of Percussion & Friends feat. Tom Nicholas, Dom Um Romao, Gerd Dudek, Vitold Rek & Grupo Timbila Eduardo Durao (1992)
- Family Jewels - Peter Giger, Family of Percussion & Friends feat. Archie Shepp, Alan Skidmore, Albert Mangelsdorff, Wolfgang Dauner, Jasper van ’t Hof, Christof Lauer, Tomasz Stańko, Vitold Rek, John Schröder, Thomas Heidepriem, Michael Küttner, Trilok Gurtu, Doug Hammond, Tom Nicholas (1993)
- jazzz... Peter Giger Trio - feat. Gerd Dudek, Vitold Rek (1993)
- Electronic Roundabout - Peter Giger (2000)
- Best of Peter Giger's Family of Percussion - A Drum is a Woman, Sampler mit Peter Giger, Trilok Gurtu, Doug Hammond, Eddy Marron, Tom Nicholas, Archie Shepp, Wolfgang Dauner, Gerd Dudek, Günter Lenz, Albert Mangelsdorff, Alan Skidmore (2006)

### Als Begleitmusiker oder Sideman
- Dixieland Band The Tremble Kids: A Night in the Hi-Fi Studio, Columbia LP (1958)[5]
- Dixieland Band The Tremble Kids: Monday date in Vienna featuring Wild Bill Davison, Electrola LP (1958)
- Ben Webster & Teddy Wilson, Ben & Teddy Sackville, LP (1970)
- Four for Jazz & Benny Bailey, A Land of Dolls, Intercord, LP (1970)
- Four for Jazz, Power of nature, Intercord, LP (1971)
- Drum Circus, Magic Theatre Garden of Delights, LP (1971)
- Four for Jazz, Sunday Child, Intercord, LP (1972)
- Albert Mangelsdorff Quintett, Birds of Underground, MPS und LP (1972)
- Dzyan, Time machine, Bellaphon, LP und CD (1973)
- Dzyan, Electric silence, Bellaphon, LP und CD (1973)
- Eberhard Weber, The Colours of Chloë, ECM Records, LP und CD (1974)
- Volker Kriegel & Spectrum, Mild maniac, MPS und LP (1974)
- Volker Kriegel, Topical harvest, MPS und LP (1975)
- Four for Jazz & Benny Bailey, A Land of Dolls, Intercord, CD (2001)
- Ben Webster & Teddy Wilson, Ben & Teddy Sackville, CD (2001)
- Drum Circus, Magic Theatre Garden of Delights, LP (2003/2016)

## Veröffentlichungen
Peter Giger: Die Kunst des Rhythmus - Professionelles Know How in Theorie und Praxis, SCHOTT MUSIC GmbH & Co KG, Mainz; 6. Auflage 2009, 336 Seiten, 17,5 × 2,7 × 24,6 cm, ISBN 3-7957-1862-7 und ISBN 978-3-7957-1862-6